# PEC in het seizoen 1954/55
Het seizoen 1954/1955 was het 44e jaar in het bestaan van de Zwolse voetbalclub PEC. De club kwam uit in de Tweede Klasse Oost A.

## Wedstrijdstatistieken

### Tweede Klasse A
| Hengelo                                                     |               |               |               |
|                                                             | PEC           | 1 – 0 (? – 0) | HVV Hengelo   |
| 5 december 1954 Plaats: Zwolle Gemeentelijk Sportpark       |               |               |               |
|                                                             | HVV Hengelo   | 2 – 1 (? – ?) | PEC           |
| 8 mei 1955 Plaats: Hengelo Sportpark De Waarbeek            |               |               |               |
| Zwartemeer                                                  |               |               |               |
|                                                             | PEC           | 0 – 1 (0 – ?) | VV Zwartemeer |
| 24 april 1955 Plaats: Zwolle Gemeentelijk Sportpark         |               |               |               |
|                                                             | VV Zwartemeer | 2 – 4 (? – ?) | PEC           |
| 10 oktober 1954 Plaats: Klazienaveen Sportpark De Planeet   |               |               |               |
| Quick '20                                                   |               |               |               |
|                                                             | PEC           | 4 – 0 (? – 0) | Quick '20     |
| 3 april 1955 Plaats: Zwolle Gemeentelijk Sportpark          |               |               |               |
|                                                             | Quick '20     | 2 – 4 (? – ?) | PEC           |
| 26 september 1954 Plaats: Oldenzaal Sportpark Vondersweijde |               |               |               |
| Tubantia                                                    |               |               |               |
|                                                             | PEC           | 7 – 1 (? – ?) | HVV Tubantia  |
| 19 september 1954 Plaats: Zwolle Gemeentelijk Sportpark     |               |               |               |
|                                                             | HVV Tubantia  | 1 – 2 (? – ?) | PEC           |
| 19 december 1954 Plaats: Hengelo Sportpark De Waarbeek      |               |               |               |
| Achilles '12                                                |               |               |               |
|                                                             | PEC           | 3 – 2 (? – ?) | Achilles '12  |
| 17 oktober 1954 Plaats: Zwolle Gemeentelijk Sportpark       |               |               |               |
|                                                             | Achilles '12  | 0 – 4 (0 – ?) | PEC           |
| 6 februari 1955 Plaats: Hengelo Sportpark 't Wilbert        |               |               |               |
| Alcides                                                     |               |               |               |
|                                                             | PEC           | 4 – 2 (? – ?) | MVV Alcides   |
| 12 december 1954 Plaats: Zwolle Gemeentelijk Sportpark      |               |               |               |
|                                                             | MVV Alcides   | 1 – 0 (? – 0) | PEC           |
| 12 september 1954 Plaats: Meppel Sportpark Alcides          |               |               |               |
| Labor                                                       |               |               |               |
|                                                             | PEC           | 4 – 1 (? – ?) | DVV Labor     |
| 21 november 1954 plaats: Zwolle Gemeentelijk Sportpark      |               |               |               |
|                                                             | DVV Labor     | 1 – 3 (? – ?) | PEC           |
| 5 juni 1955 Plaats: Deventer Sportpark Labor                |               |               |               |
| Oldenzaal                                                   |               |               |               |
|                                                             | PEC           | 5 – 0 (? – 0) | VV Oldenzaal  |
| 28 mei 1955 plaats: Zwolle Gemeentelijk Sportpark           |               |               |               |
|                                                             | VV Oldenzaal  | 1 – 3 (? – ?) | PEC           |
| 14 november 1954 Plaats: Oldenzaal Het Heuveltje            |               |               |               |
| Emmen                                                       |               |               |               |
|                                                             | PEC           | 3 – 1 (? – ?) | Emmen         |
| 22 mei 1955 Plaats: Zwolle Gemeentelijk Sportpark           |               |               |               |
|                                                             | Emmen         | 0 – 2 (0 – 2) | PEC           |
| 28 november 1954 Plaats: Emmen Sportpark Emmen              |               |               |               |
| Z.A.C.                                                      |               |               |               |
|                                                             | PEC           | 3 – 0 (? – 0) | ZAC           |
| 24 oktober 1954 Plaats: Zwolle Gemeentelijk Sportpark       |               |               |               |
|                                                             | ZAC           | 1 – 4 (? – ?) | PEC           |
| 2 januari 1955 Plaats: Zwolle Sportpark Veerallee           |               |               |               |
| Eilermark                                                   |               |               |               |
|                                                             | PEC           | 4 – 1 (? – ?) | GVV Eilermark |
| 30 januari 1955 Plaats: Zwolle Gemeentelijk Sportpark       |               |               |               |
|                                                             | GVV Eilermark | 3 – 5 (? – ?) | PEC           |
| 31 oktober 1954 Plaats: Glanerbrug Sportpark Eilermark      |               |               |               |

## Statistieken PEC 1954/1955

### Eindstand PEC in de Nederlandse Tweede Klasse 1954 / 1955
| Stand | Gespeeld | Gewonnen | Gelijk | Verloren | Punten | Doelpunten voor | Doelpunten tegen |
| ----- | -------- | -------- | ------ | -------- | ------ | --------------- | ---------------- |
| 1e    | 22       | 19       | 0      | 3        | 38     | 70              | 23               |

### Punten per tegenstander
|       | Hengelo | Zwartemeer | Quick '20 | Tubantia | Achilles '12 | Alcides | Labor | Oldenzaal | Emmen | Z.A.C. | Eilermark |
| ----- | ------- | ---------- | --------- | -------- | ------------ | ------- | ----- | --------- | ----- | ------ | --------- |
| Thuis | 2       | 0          | 2         | 2        | 2            | 2       | 2     | 2         | 2     | 2      | 2         |
| Uit   | 0       | 2          | 2         | 2        | 2            | 0       | 2     | 2         | 2     | 2      | 2         |

### Doelpunten per tegenstander
|       | Hengelo | Zwartemeer | Quick '20 | Tubantia | Achilles '12 | Alcides | Labor | Oldenzaal | Emmen | Z.A.C. | Eilermark | Totaal |
| ----- | ------- | ---------- | --------- | -------- | ------------ | ------- | ----- | --------- | ----- | ------ | --------- | ------ |
| Thuis | 1       | 0          | 4         | 7        | 3            | 4       | 4     | 5         | 3     | 3      | 4         | 38     |
| Uit   | 1       | 4          | 4         | 2        | 4            | 0       | 3     | 3         | 2     | 4      | 5         | 32     |
|       |         |            |           |          |              |         |       |           |       |        |           | 70     |